# Warren Richards
Warren Richards (4 de julio de 1950) es un deportista australiano que compitió en judo. Ganó dos medallas de oro en el Campeonato de Oceanía de Judo en los años 1975 y 1977.

## Palmarés internacional
| Campeonato de Oceanía | Campeonato de Oceanía        | Campeonato de Oceanía | Campeonato de Oceanía |
| Año                   | Lugar                        | Medalla               | Categoría             |
| --------------------- | ---------------------------- | --------------------- | --------------------- |
| 1975                  | Christchurch (Nueva Zelanda) | Medalla de oro        | –63 kg                |
| 1977                  | Melbourne (Australia)        | Medalla de oro        | –60 kg                |